# 북부주 (카메룬)

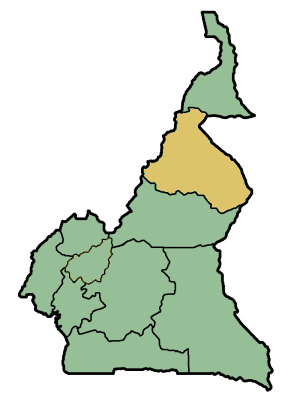
북부 주의 위치

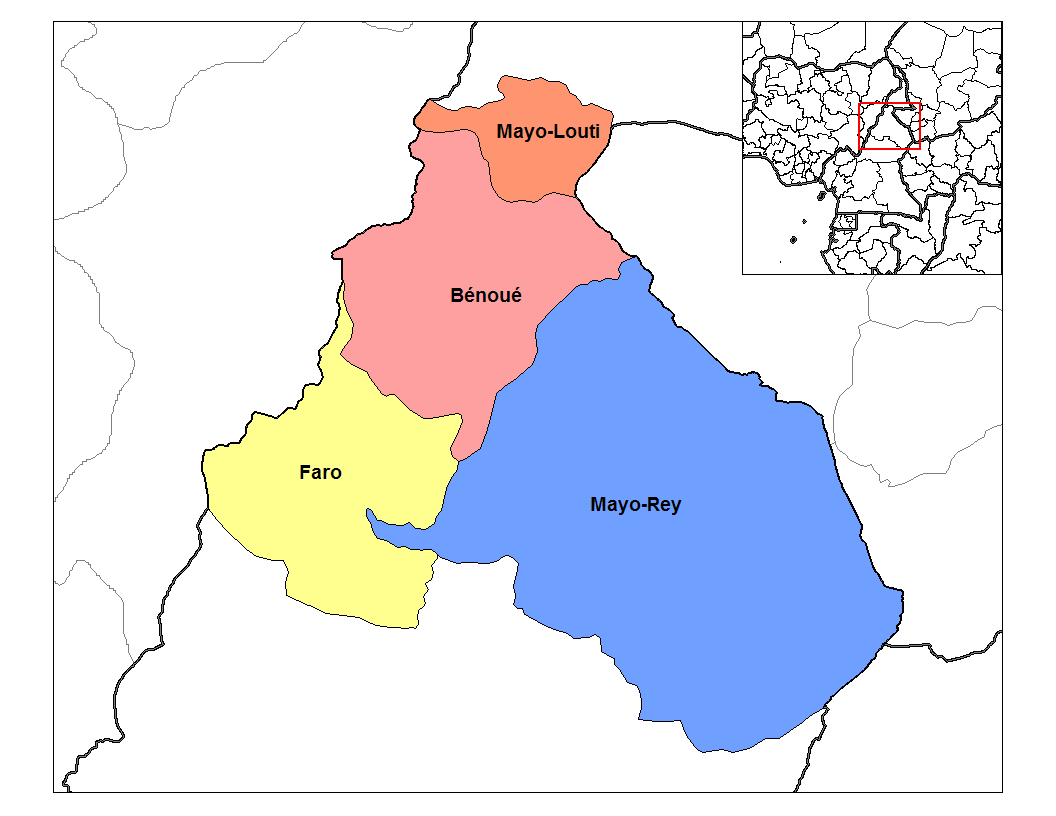
북부 주의 구역

북부주(Province du Nord)는 카메룬 북부에 있는 주로 주도는 가루아이다. 인구는 832,165명(1987년 기준)이며 인구 밀도는 13명이다. 면적은 65,576km2다.

## 국립공원
북부 주에는 부바 은지다 국립공원(면적 2,200km2)과 파로 국립공원(면적 3,300km2)이 있다.

## 교통

### 공항
가루아 국제공항이 있다.

## 인구
| 연도    | 인구      | ±% p.a. |
| ------- | --------- | ------- |
| 1976    | 479,158   | —       |
| 1987    | 832,165   | +5.15%  |
| 2005    | 1,687,959 | +4.01%  |
| 2015    | 2,442,578 | +3.76%  |
| source: |           |         |